# Le Port de la Ponche, Saint-Tropez
Le Port de la Ponche, Saint-Tropez est un tableau réalisé en 1905 par le peintre français Albert Marquet
L'œuvre a été citée sous d'autres titres : 
- Le Port de la Ponche, Saint-Tropez (Séjour sur la côte méditerranéenne et plus particulièrement à Saint-Tropez avec Manguin et sa famille, en 1905).
- Port de Saint-Tropez (titre donné pour l'exposition de la société des Amis des Arts en 1905).
- Barques de pêche à Collioure (titre donné pour l'exposition de la société des Amis des Arts en 1905)[1].

## Description
Cette peinture à l'huile sur toile représente le port de Saint-Tropez avec des barques de pêcheurs sur la plage.
Le tableau est signé marquet en bas à gauche.

## Histoire
Le tableau a été légué par Charles-Auguste Marande en 1936 à la ville du Havre. Il est aujourd'hui conservé au musée d'Art moderne André-Malraux, au Havre, en Seine-Maritime.